# 熊本県道313号松橋インター線
熊本県道313号松橋インター線（くまもとけんどう313ごう まつばせインターせん）は、熊本県宇城市を通る一般県道である。

## 概要

### 路線データ
- 起点：熊本県宇城市松橋町古保山（松橋町古保山交差点、国道266号交点）
- 終点：熊本県宇城市松橋町浦川内（松橋町萩尾交差点、国道218号交点、熊本県道312号中小野浦川内線終点）

## 地理

### 通過する自治体
- 宇城市

### 交差する道路
| 交差する道路                          | 交差する場所 | 交差する場所              |
| ------------------------------------- | ------------ | ------------------------- |
| 国道266号                             | 松橋町古保山 | 松橋町古保山交差点 / 起点 |
| 国道218号 熊本県道312号中小野浦川内線 | 松橋町浦川内 | 松橋町萩尾交差点 / 終点   |

### 沿線
- E3 九州自動車道 17 松橋IC